# Bacoli
Bacoli (Vàcule in napoletano) è un comune italiano di 24 823 della città metropolitana di Napoli in Campania.

## Geografia fisica
Primo comune a nord ovest della penisola flegrea il cui litorale è situato nel Golfo di Gaeta e nel Golfo di Pozzuoli, comprende le antiche località greco-romane di Baia, Fusaro, Miseno, una parte di Cuma, nonché Miliscola (da militum schola), sede della flotta pretoria degli imperatori romani. Il comune ospita anche il lago Fusaro con la casina Vanvitelliana.

### Geologia

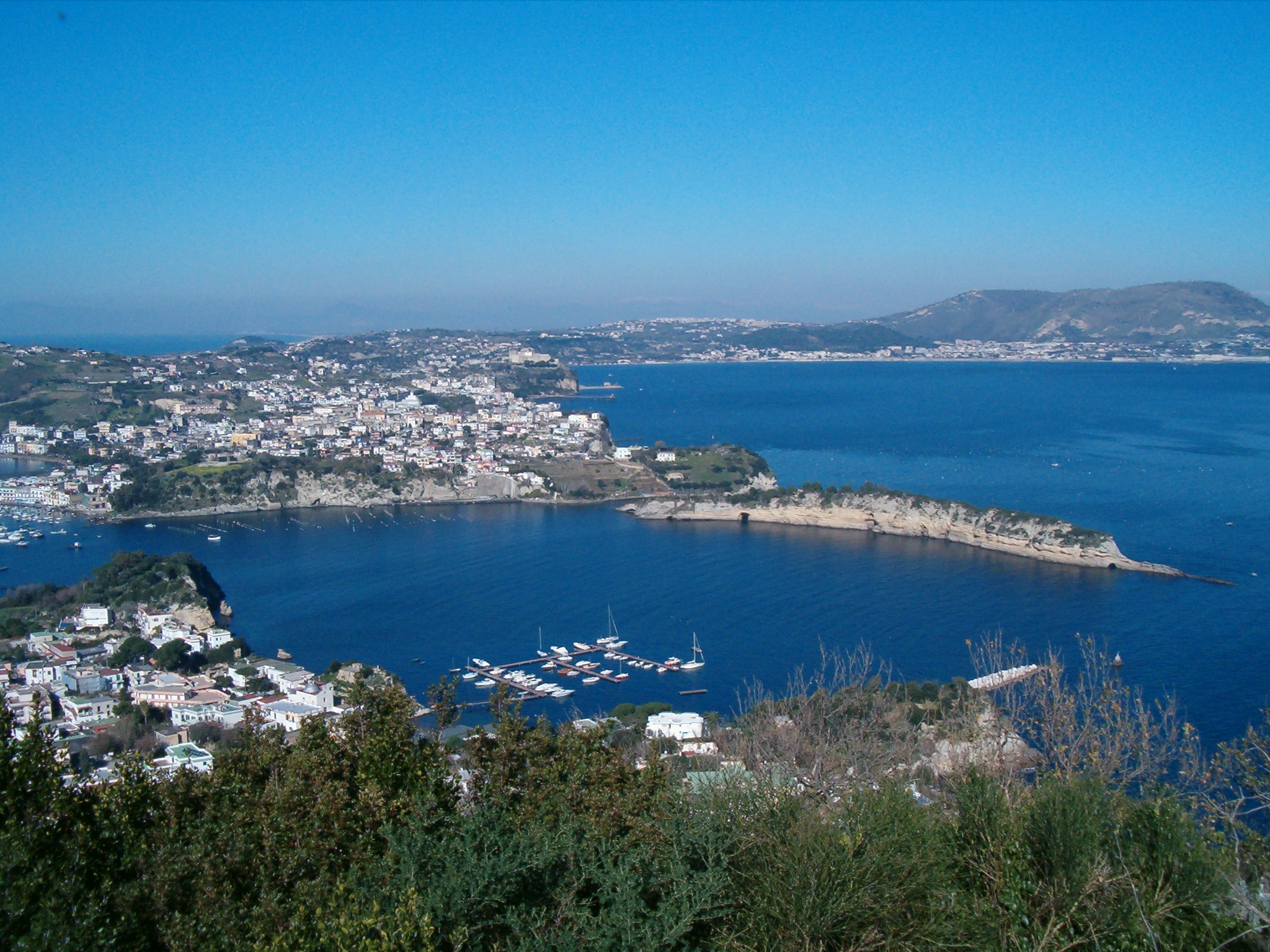
Il porto di Miseno, antico cratere vulcanico

L'area del comune di Bacoli è di origine vulcanica. Appartiene al sistema dei Campi Flegrei e si è formata nell'ultima fase eruttiva chiamata "Terzo Periodo Flegreo". In particolare la zona dove sorge la cittadina è caratterizzata da un allineamento di sette vulcani, disposti su di un unico asse, formato dai crateri e resti di crateri di:
- Tre vulcani più antichi che si datano fra i 35 000 e i 10 500 anni fa: 1) Capo Miseno; 2) Porto di Miseno (i cui bordi residui sono riconoscibili nel lungo isolotto di Punta Pennata e di fronte a essa nelle due punte di Punta Terone e Punta della Sarparella); 3) tutto il rilievo che caratterizza il centro antico di Bacoli, da Punta del Poggio e Piscina Mirabile fino a Cento Camerelle.
- Verso nord, fuori dal paese, un po' distanziati dai precedenti ma sempre sullo stesso allineamento, abbiamo gli altri quattro vulcani, più recenti, che si datano fra i 10 500 e gli 8 000 anni fa: 4) e 5) i due crateri chiamati Fondi di Baia (sull'orlo di uno dei quali è posto il Castello Aragonese di Baia e risale la strada provinciale che da Pozzuoli porta a Bacoli); 6) il Golfo di Baia che ha quasi del tutto smantellato il 7), un altro vulcano i cui bordi e rilievi residui si riconoscono in Punta Epitaffio e nel costone roccioso di tufo giallo che guarda verso Lucrino.

## Storia
Bacoli fu fondata dagli antichi romani che la chiamarono col nome di Bauli. In epoca romana era un luogo di villeggiatura rinomato quasi quanto la vicina Baia. Simmaco disse di Bauli:
(Simmaco)
Dell'antica Bauli si conservano a tutt'oggi i resti delle Cento Camerelle, della Piscina Mirabile, del cosiddetto Sepolcro di Agrippina. Nell'età augustea Bacoli diventò addirittura il principale avamposto militare e capitale elettiva della politica, della cultura e della mondanità insieme alla vicina Baiae.
In seguito alla caduta dell'Impero romano la città di Bacoli decadde anche a causa di alcuni fenomeni geologici come il bradisismo e le erosioni. Nel XVII secolo la città rinacque e divenne una delle mete preferite dagli europei.
L'attuale comune, riconosciuto con R.D. 19 gennaio 1919 n. 111, comprende oltre l'odierna Bacoli, anche i resti dell'antica Bauli, le antiche città romane di Baia (i cui resti si estendono fino a Fusaro), e ancora Miseno con l'annessa Miliscola (da militum schola), sede della flotta pretoria degli imperatori romani, e infine ancora una piccola porzione dell'antica città greca di Cuma.

### Simboli
Lo stemma del Comune di Bacoli, ufficialmente rappresentato sul gonfalone, sul sigillo e su ogni altro documento, è stato concesso con decreto del presidente della Repubblica del 28 marzo 2007.
(D.P.R. 28.03.2007 concessione di stemma e gonfalone)
Lo stemma è uno scudo tripartito, esso reca nella sezione inferiore un'imbarcazione in navigazione preceduta da una colomba in volo, rappresentazione simbolica dell'origine di Cuma. Le due sezioni superiori riportano, in senso orario, la “B” iniziale del nome del Comune e cinque stelle, che rappresentano il capoluogo Bacoli e le quattro frazioni.
Il gonfalone è un drappo di bianco con la bordatura di azzurro.

## Monumenti e luoghi d'interesse

### Architetture religiose
- Chiesa di Sant'Anna, Gesù e Maria

Chiesa di Sant'Anna, Gesù e Maria

- Chiesa della Madonna del Pilar nel Castello Aragonese (Baia)
- Chiesa di San Sossio a Capo Miseno
- Chiesa di Santa Maria del Riposo
- Chiesa di San Gioacchino

### Architetture civili

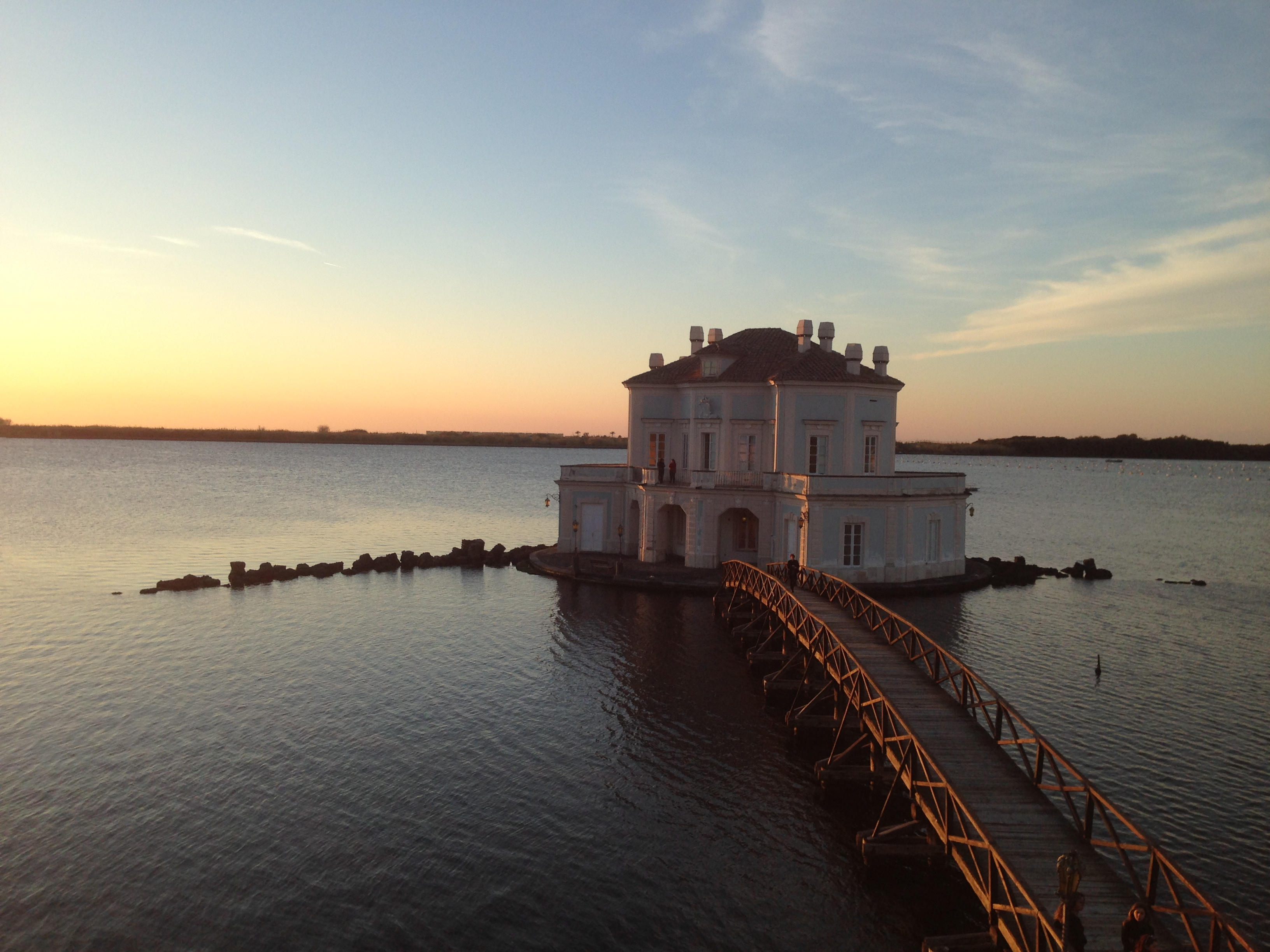
Casina Vanvitelliana sul lago Fusaro

- Casina Vanvitelliana è un suggestivo casino di caccia ubicato su un'isoletta del Lago Fusaro.
- Terme Stufe di Nerone, un antico centro termale di origine romana

### Architetture militari
- Castello Aragonese (Baia), la sua costruzione fu avviata dagli Aragonesi nel 1495, poco prima dell'invasione dei francesi di re Carlo VIII.
- Torre Gaveta, una delle antiche torri costiere del Regno di Napoli, oggi scomparsa[9].

### Siti archeologici

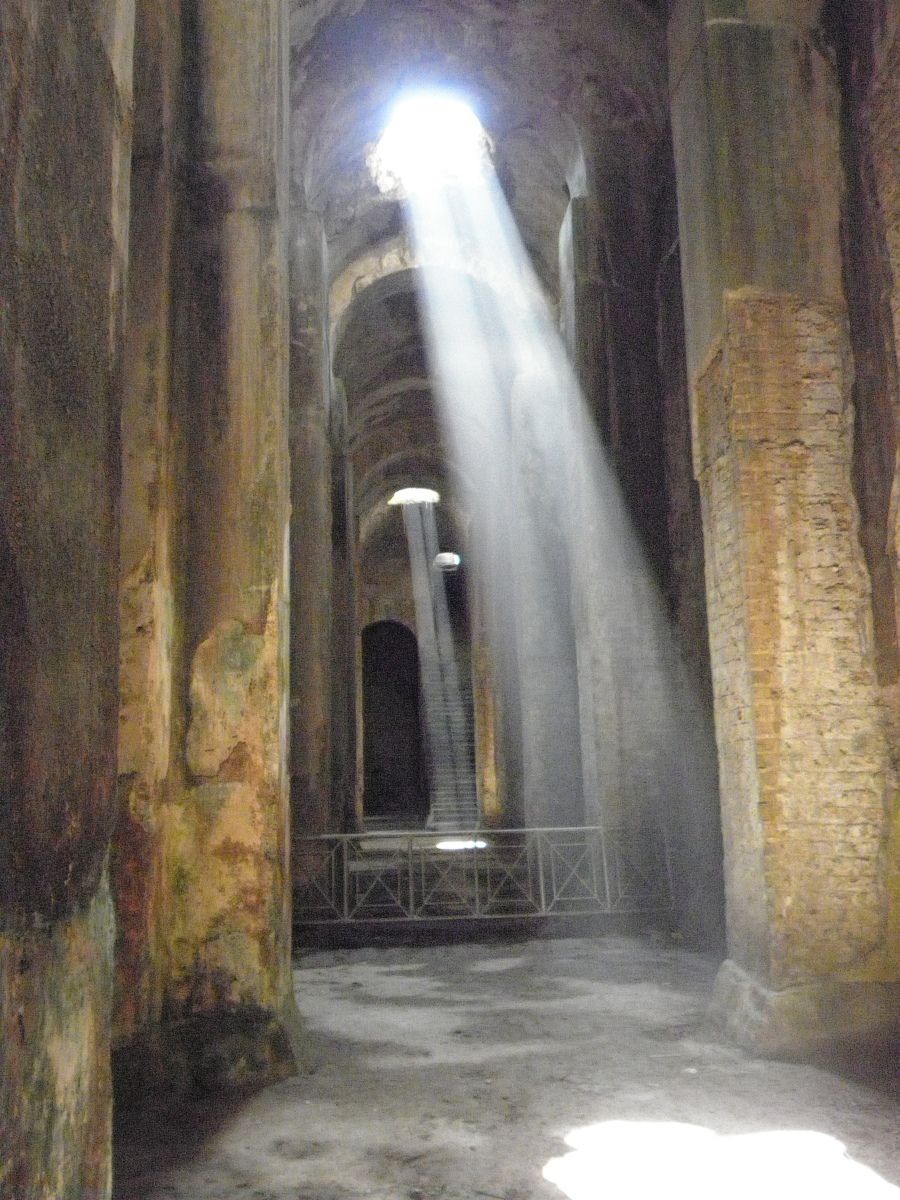
Piscina Mirabilis

- Cento Camerelle, antico impianto idrico dotato di cisterne.
- Scavi di Baia, area archeologica che conserva diversi edifici termali come il Tempio di Diana, quello di Mercurio e quello di Venere.
- Piscina mirabilis, una grande cisterna che aveva la funzione di approvvigionare di acqua le navi della Marina militare romana.
- Anfiteatro di Cuma e una parte degli Scavi archeologici di Cuma.
- Villa di Servilio Vatia[10] su uno sperone tufaceo di Torregaveta.
- Grotta della Dragonara a Miseno.
- Antico Teatro di Miseno.
- Colombario del Fusaro.

### Aree naturali
- Parco sommerso di Baia, è un'area marina protetta di protezione archeologica e naturalistica subacquea
- Lago Fusaro, nell'antichità era identificato con la mitica Acherusia palus, la palude infernale formata dal fiume Acheronte.
- Lago Miseno deve il suo nome a Miseno, trombettiere dell'esercito troiano al seguito di Enea.
- Isolotto di San Martino è una piccola isola collegata con un ponte alla terraferma. Fa parte del comune di Monte di Procida
- Isola Pennata è un cratere di tufo del Lago Miseno, contenente resti di abitazioni passate.
- Capo Miseno è un'altura della punta estrema della penisola flegrea, resto di un antico edificio vulcanico.
- Una parte del comune rientra nel perimetro del Parco regionale dei Campi Flegrei

## Società

### Evoluzione demografica
Abitanti censiti

### Etnie e minoranze straniere
Al 1º gennaio 2022 i cittadini stranieri residenti a Bacoli erano 411, corrispondenti al 1,6% della popolazione. Le nazionalità maggiormente rappresentate erano:
1. Ucraina, 145
2. Bulgaria, 28

## Cultura
- Museo archeologico dei Campi Flegrei è un museo ospitato nel Castello Aragonese.
- Museo del radar. Comprende uno spazio espositivo, una biblioteca tematica ed una sala simulazione.[13]
- Festival dell'Archeologia. Dal 2023 ospita presso il Parco Borbonico del Fusaro il FAB - Festival del Archeologia di Bacoli diretto da Nicola Barile.[14]

## Cinema
L'area del comune di Bacoli, oltre ad aver dato i natali all'attore, regista e sceneggiatore Vincenzo Salemme, ha ospitato, nel corso degli anni, i set di numerose produzioni cinematografiche e televisive italiane ed internazionali, tra le quali:
- Vacanze col gangster (1951) - di Dino Risi
- Dov'è la libertà (1954) - di Roberto Rossellini
- Cerasella (1959) - di Raffaele Matarazzo
- Viva l'Italia! (1961) - di Roberto Rossellini
- Operazione San Gennaro (1966) - di Dino Risi
- Sgarro alla camorra (1973) - di Ettore Maria Fizzarotti
- Pasqualino Settebellezze (1975) - di Lina Wertmüller
- Cadaveri eccellenti (1976) - di Francesco Rosi
- Scusate il ritardo (1983) - di Massimo Troisi
- Il camorrista (1986) - di Giuseppe Tornatore
- Pensavo fosse amore...invece era un calesse (1991) - di Massimo Troisi
- Un posto al sole (1996 - ) - di Wayne Doyle, Luigi Ventriglia, Adam Bowen con la collaborazione di Michele Zatta, Giovanni Minoli
- L'amico del cuore (1998) - di Vincenzo Salemme
- Amore a prima vista (1999) - di Vincenzo Salemme
- Ferdinando e Carolina (1999) - di Lina Wertmüller
- I Soprano (1999 - 2007) - episodio Commendatori - Viaggio a Napoli - di David Chase
- L'uomo in più (2001) - di Paolo Sorrentino
- Il resto di niente (2004) - di Antonietta De Lillo
- Scusa ma ti chiamo amore (2008) - di Federico Moccia
- Passione (2010) - di John Turturro
- The (W)holly family (2011) - di Terry Gilliam
- Per amor vostro (2015) - di Giuseppe Gaudino
- The man from U.N.C.L.E. (2015) - di Guy Ritchie
- Marefuori (2020 - ) di Cristiana Farina
- Ultras (2020) - di Francesco Lettieri
- Il bambino nascosto (2021) - di Roberto Andò
- Gli attassati (2023) - di Lorenzo Tiberia
- Laggiù qualcuno mi ama (2023) - di Mario Martone
- M - Il figlio del secolo (2025) - di Joe Wright

## Economia
La città, come altre località del golfo di Pozzuoli, è nota per la produzione di mitili. Centro attivo nella produzione di vino e ortaggi, è sede di vari cantieri navali.

## Infrastrutture e trasporti
La città di Bacoli ospita tre stazioni, due della ferrovia Cumana (Fusaro e Torregaveta, capolinea sia di Cumana che Circumflegrea) e una della ferrovia Circumflegrea (Lido Fusaro, attualmente chiusa).
Fino al 2009 in Piazza de Gasperi era presente la stazione di Baia, dotata di un solo binario passante. Questa fu soppressa nel 2009 per l'adeguamento della stessa. Attualmente è in costruzione una nuova stazione di Baia, sita nella galleria tra Lucrino e Fusaro i cui lavori sono stati fermi per un decennio. Nel 2023 sono ripartiti i lavori della stazione di Baia, di cui ľapertura è prevista per il 2025. L'accesso alla nuova stazione è previsto sia da Piazza De Gasperi, sede della precedente stazione, sia da Via Montegrillo sfruttando il sedime del tracciato dismesso per trasformarlo in strada di accesso con tapis-roulant e scale mobili.

## Amministrazione
| Periodo          | Periodo          | Primo cittadino                | Partito                 | Carica                  | Note   |
| ---------------- | ---------------- | ------------------------------ | ----------------------- | ----------------------- | ------ |
| 1920             | 1925             | Ernesto Schiano                |                         | Sindaco                 |        |
| 1944             | 1952             | Ernesto Schiano                |                         | Sindaco                 |        |
| 1952             | 1959             | Gennaro Schiano                |                         | Sindaco                 |        |
| 1959             | 1965             | Geremia Massa                  | DC                      | Sindaco                 |        |
| 1965             | 1973             | Nicola Gambardella             | PSDI                    | Sindaco                 |        |
| 1973             | 1975             | Ambrogio Giosuè                | DC                      | Sindaco                 |        |
| 1975             | 1976             | Luigi Farro                    | DC                      | Sindaco                 |        |
| 1976             | 1977             | Antonio Martino                | PCI                     | Sindaco                 |        |
| 1977             | 1979             | Francesco Di Meo               | PCI                     | Sindaco                 |        |
| 1980             | 1982             | Giacomo De Stefano             | DC                      | Sindaco                 |        |
| 1983             | 19 febbraio 1994 | Ferdinando Ambrosino Di Miccio | DC                      | Sindaco                 |        |
| 19 febbraio 1994 | 22 aprile 1995   | Michele Massa                  | DC                      | Sindaco                 |        |
| 23 aprile 1995   | 13 giugno 1999   | Antonio Illiano                | PDS                     | Sindaco                 | [ 17 ] |
| 13 giugno 1999   | 26 maggio 2002   | Antonio Illiano                | DS                      | Sindaco                 | [ 17 ] |
| 26 maggio 2002   | 10 maggio 2004   | Antonio Coppola                | FI                      | Sindaco                 | [ 17 ] |
| 3 aprile 2005    | 3 luglio 2009    | Antonio Coppola                | Lista civica            | Sindaco                 | [ 17 ] |
| 28 marzo 2010    | 31 maggio 2015   | Ermanno Schiano                | PdL                     | Sindaco                 | [ 17 ] |
| 31 maggio 2015   | Aprile 2016      | Josi Gerardo Della Ragione     | Lista civica FreeBacoli | Sindaco                 | [ 17 ] |
| aprile 2016      | 2 luglio 2017    | Gabriella D'Orso               |                         | Commissario prefettizio | [ 17 ] |
| 3 luglio 2017    | 4 maggio 2018    | Giovanni Picone                | PD                      | Sindaco                 | [ 17 ] |
| 4 maggio 2018    | 9 giugno 2019    | Francesco Tarricone            |                         | Commissario prefettizio | [ 17 ] |
| 9 giugno 2019    | in carica        | Josi Gerardo Della Ragione     | Lista civica FreeBacoli | Sindaco                 | [ 17 ] |

### Gemellaggi
- Kymi, dal 25 aprile 1983[18]
- Marche, dal 2001[19], per l'Emergenza Campi Flegrei
- Kobanê, dal 2015[20]

## Sport

### Calcio
La principale squadra di Bacoli è la "A.S.D. Bacoli Sibilla 1925" meglio nota come "Sibilla", fondata appunto nel 1925 che attualmente milita nel campionato di promozione e gioca le proprie gare interne al campo "Tony Chiovato" di Bacoli, conosciuto anche con il nome di "Campo del Castello", in quanto sovrastato dall'imponente Castello Aragonese risalente al XV secolo.
Fra le squadre da annoverare vanno ricordate, fra le altre, il "Folgore Cappella", "S.S.C. Cuma" (dove per un periodo militò anche l'attuale bomber di serie B Riccardo Maniero), "A.C. Bacoli" e la "Virtus Baia" che nel 1947 fondò il campo sportivo "Chiovato" con l'operosità degli abitanti della piccola frazione che volevano una rappresentanza calcistica propria e furono appoggiati dalla Parrocchia locale di Santa Maria del Riposo. Dal vivaio della Virtus Baia, fra vari ragazzi che arrivarono a giocare nelle serie professioniste, spicca Antonio Carannante (Tonino) che vinse lo scudetto e la Coppa UEFA con il Napoli di Maradona.
La Virtus Baia milita nel campionato di prima Categoria e nel 2017 compie 70 anni di vita che, come ricorda il libro omonimo degli anni 90 scritto da Elio Picone, sono trascorsi "al servizio dei giovani e dello sport".

### Pallavolo
La principale squadra di pallavolo della città è la Polisportiva Bacoli città Flegrea, più comunemente chiamata Pallavolo Bacoli, fondata nel 2011. Dal 2011 al 2014 gli allenamenti e le gare di campionato venivano disputate presso la palestra del Liceo "Seneca" di Bacoli, nel 2016 la società si sposta a Pozzuoli per motivi di ristrutturazuone delle palestre di Bacoli. Ad ottobre 2017 la società firma la convenzione per usufruire della palestra comunale dell'IC Plinio il Vecchio a via Fusaro.
In questi 6 anni, la pallavolo Bacoli conquista due promozioni dalla 2ª divisione alla 1ª divisione, disputa nella stagione 2012/13 il campionato di serie D maschile, salvandosi all'ultima giornata di campionato, vince nel 2016 il campionato provinciale CSI, e conquista il 2º posto nel campionato regionale CSEN.

## Galleria d'immagini

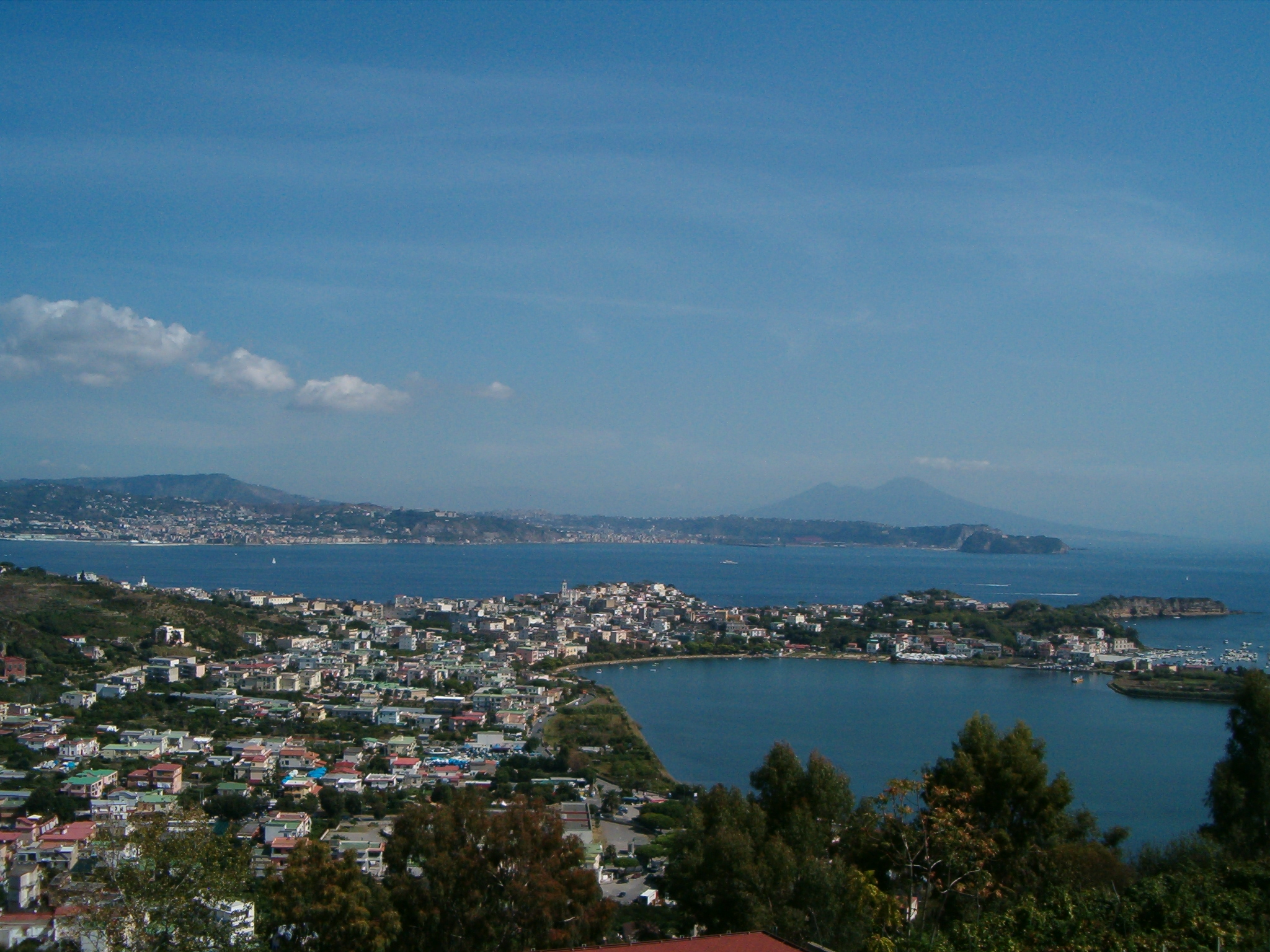
Bacoli e Lago Miseno
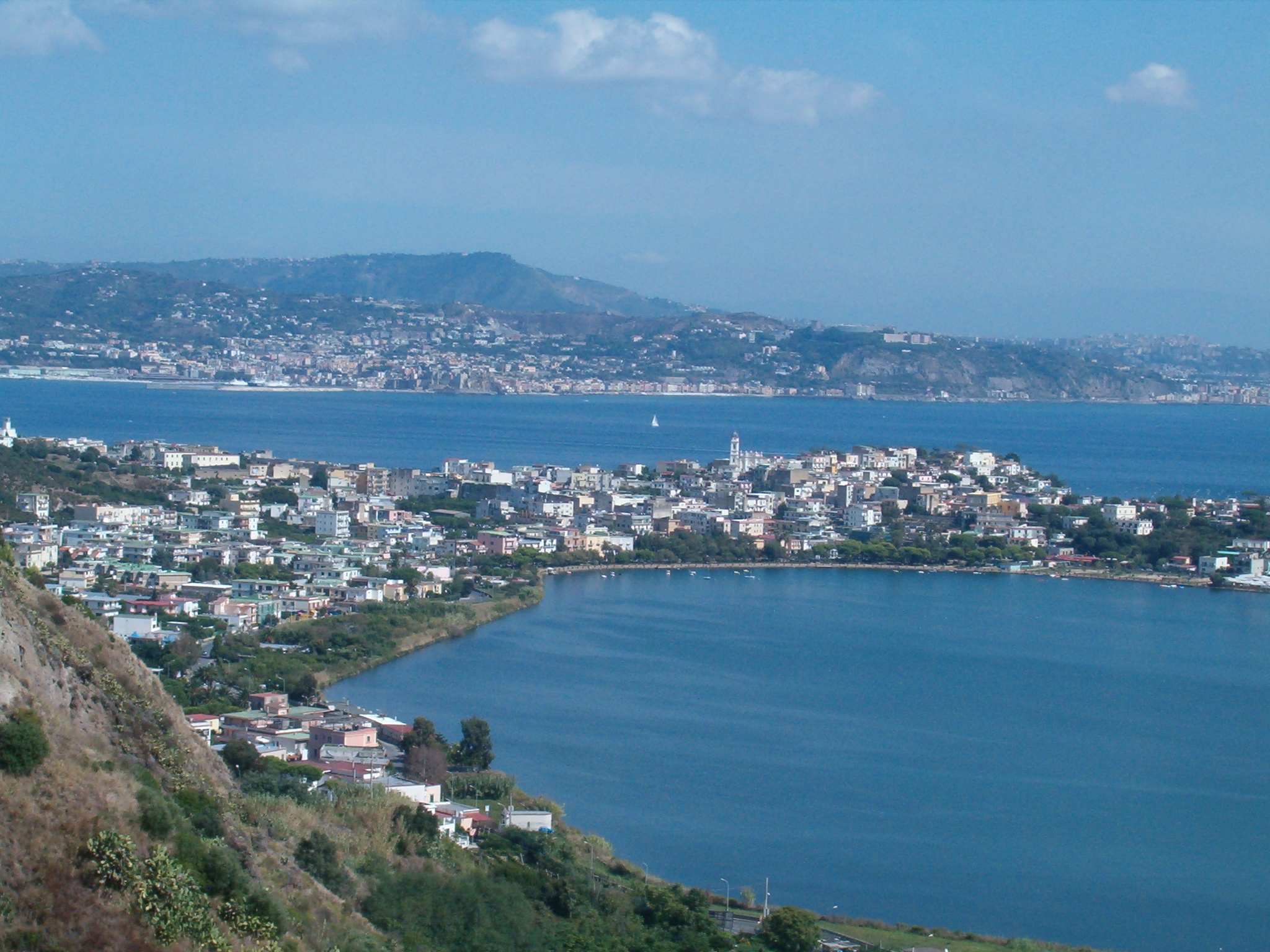
Bacoli sul Lago Miseno
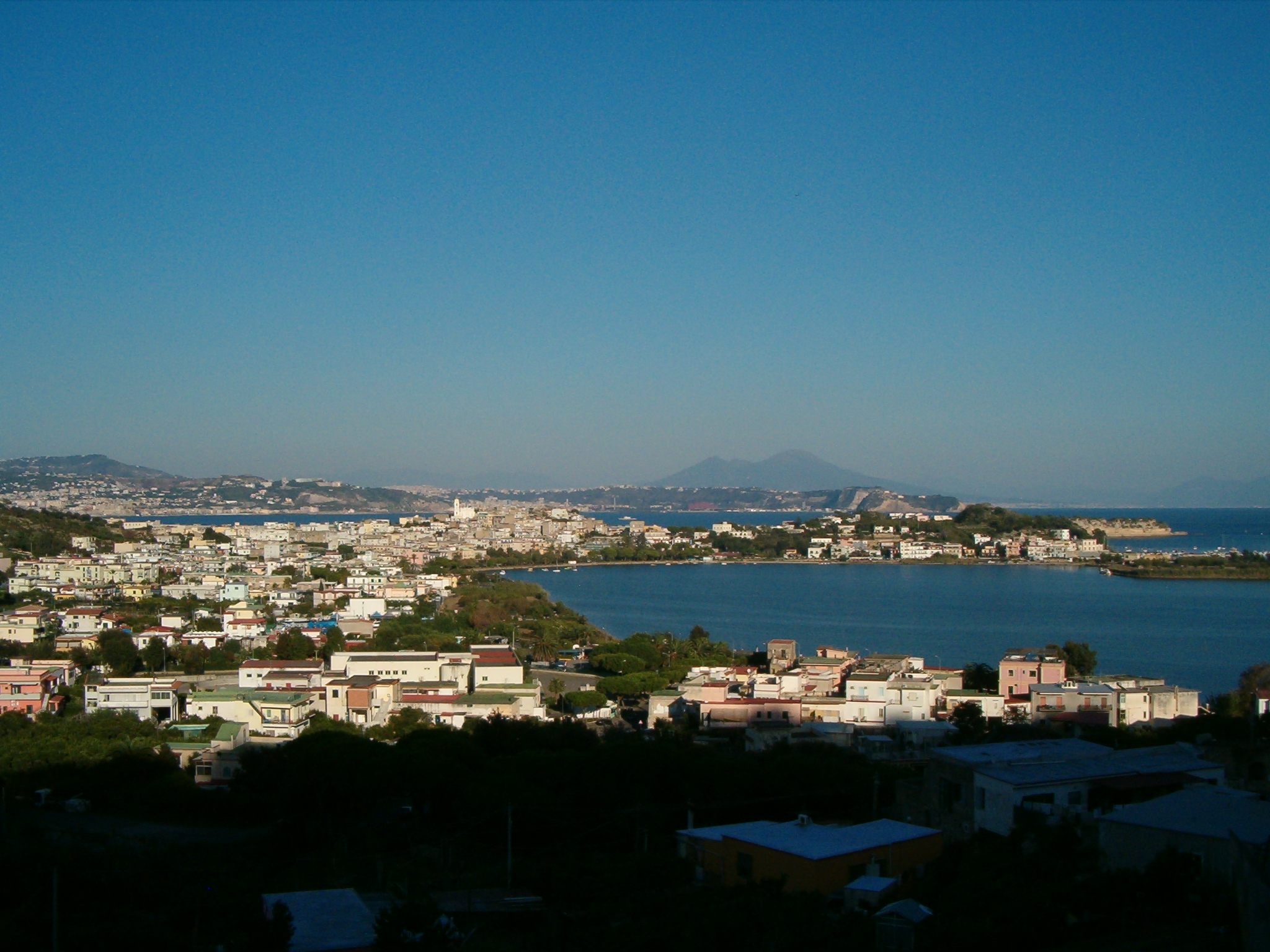
Bacoli e Lago Miseno
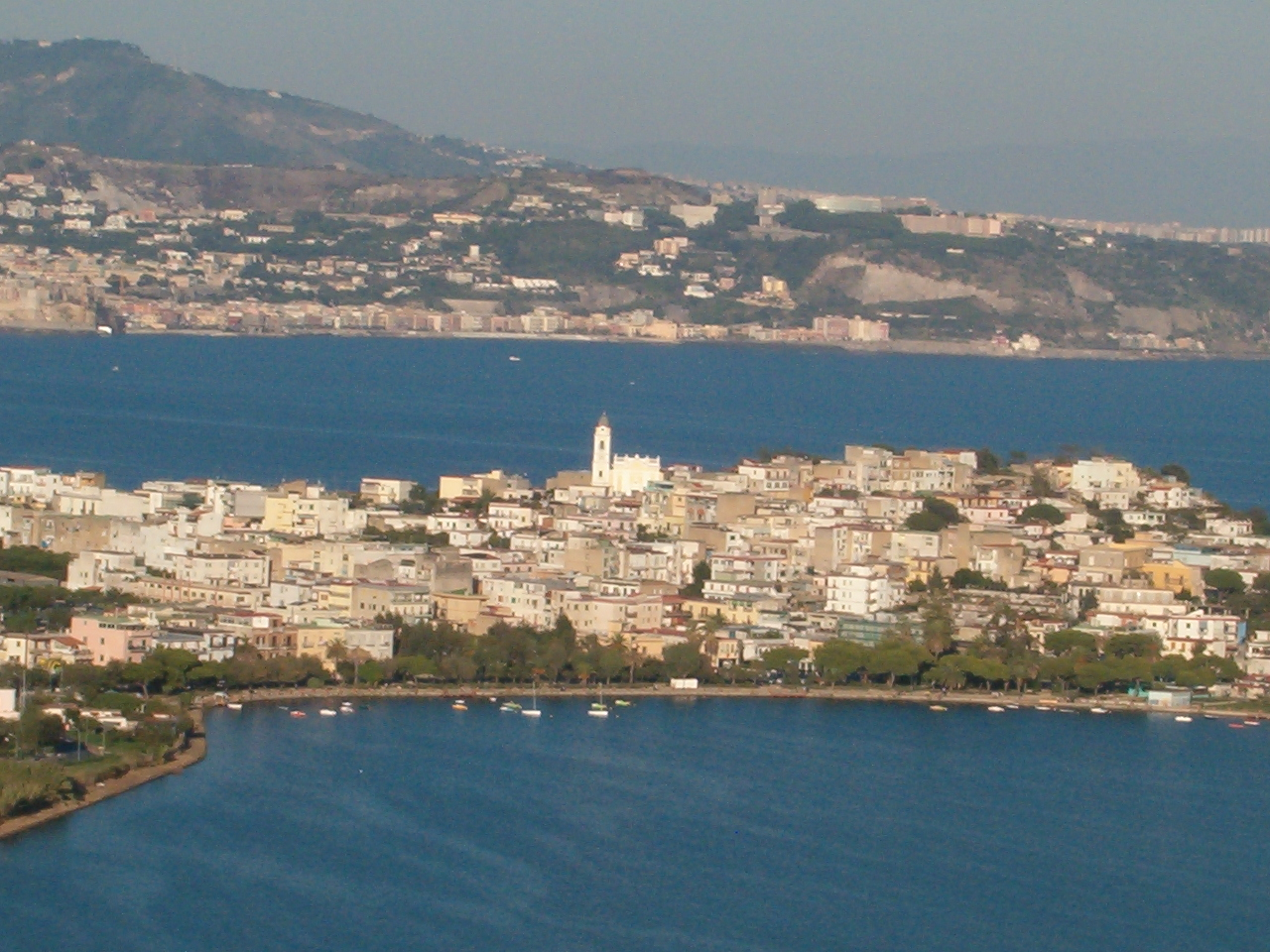
Bacoli con chiesa di Sant'Anna
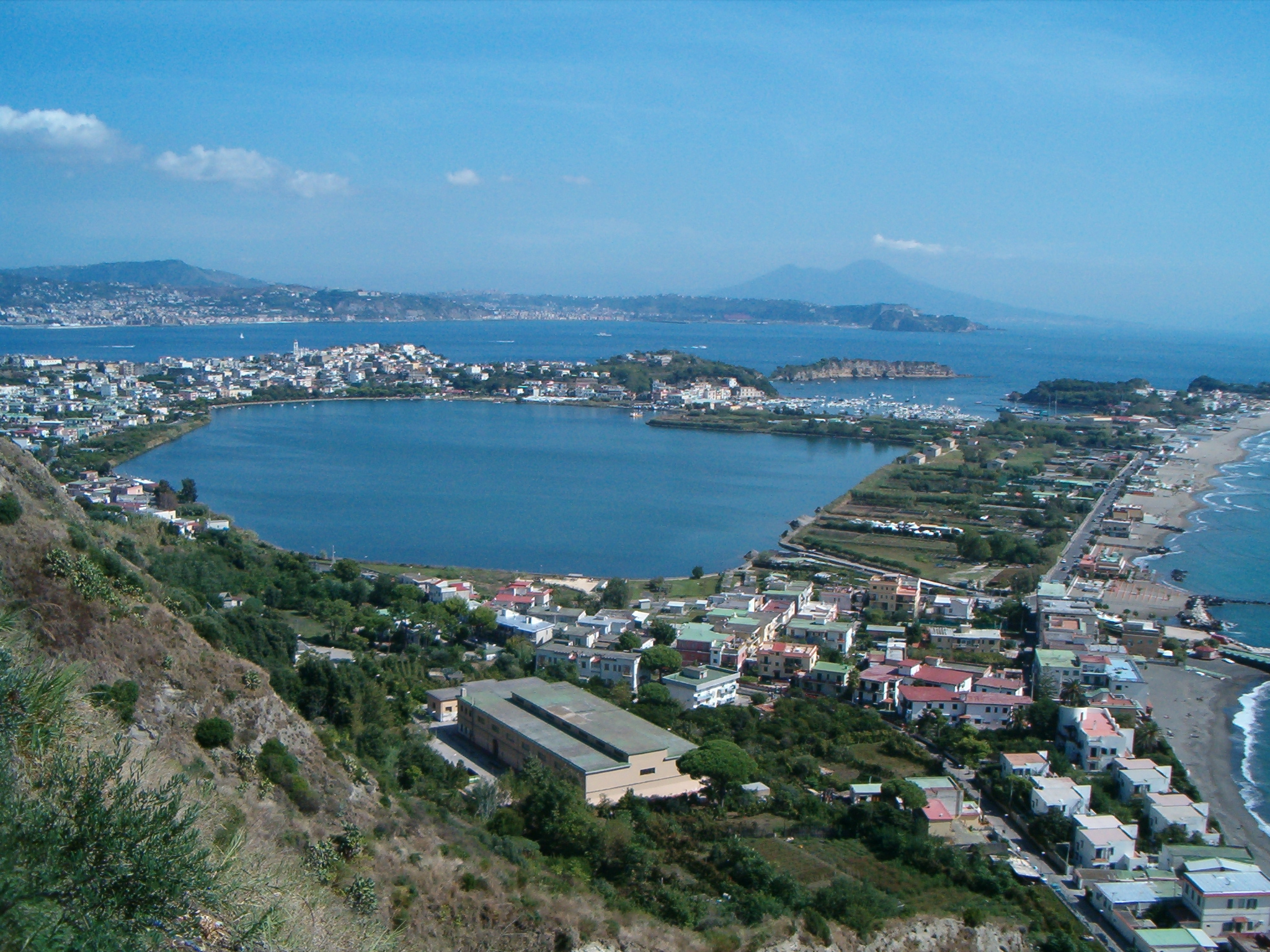
Lago Miseno e Miliscola
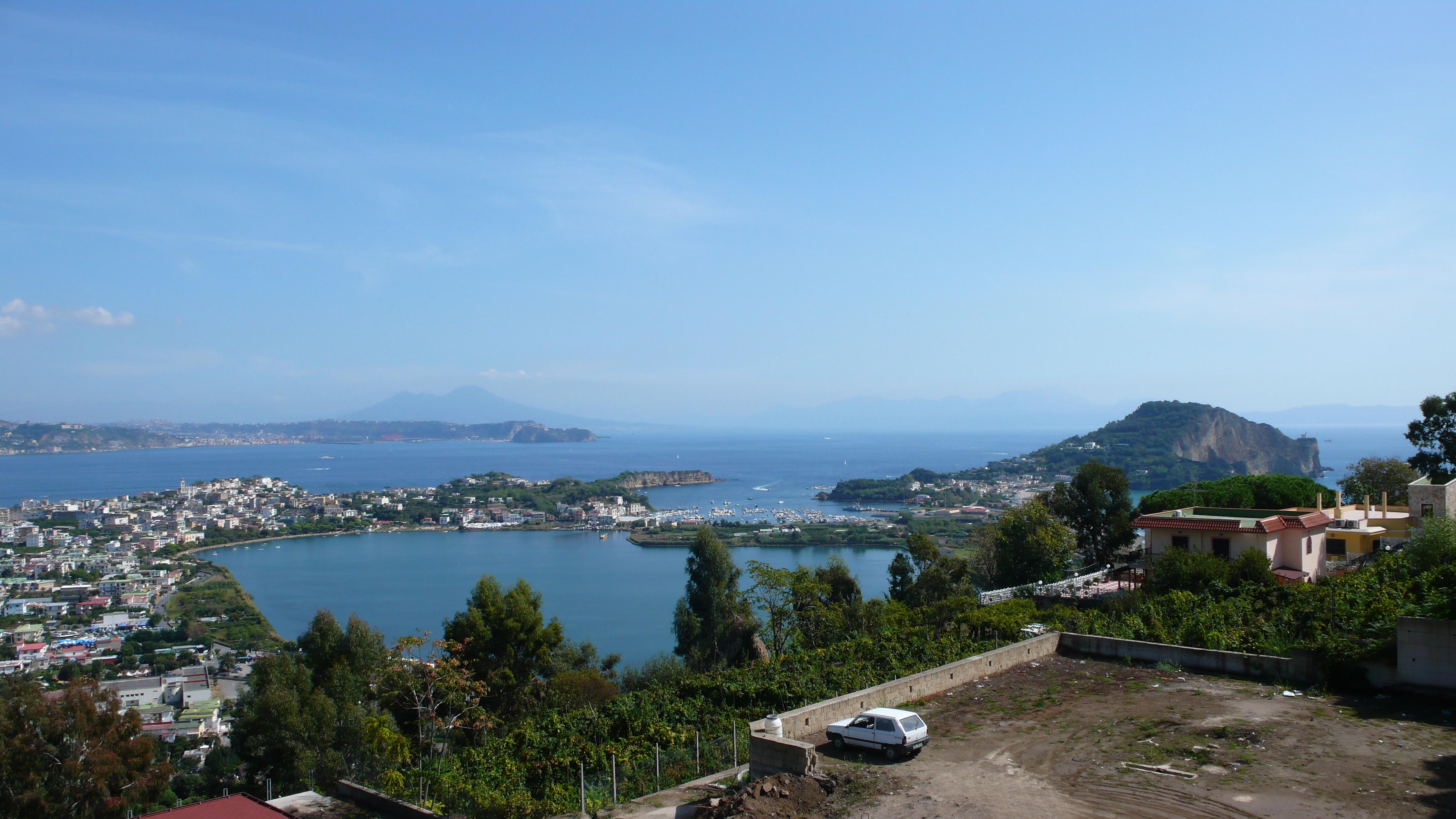
Bacoli, Lago Miseno, Capo Miseno
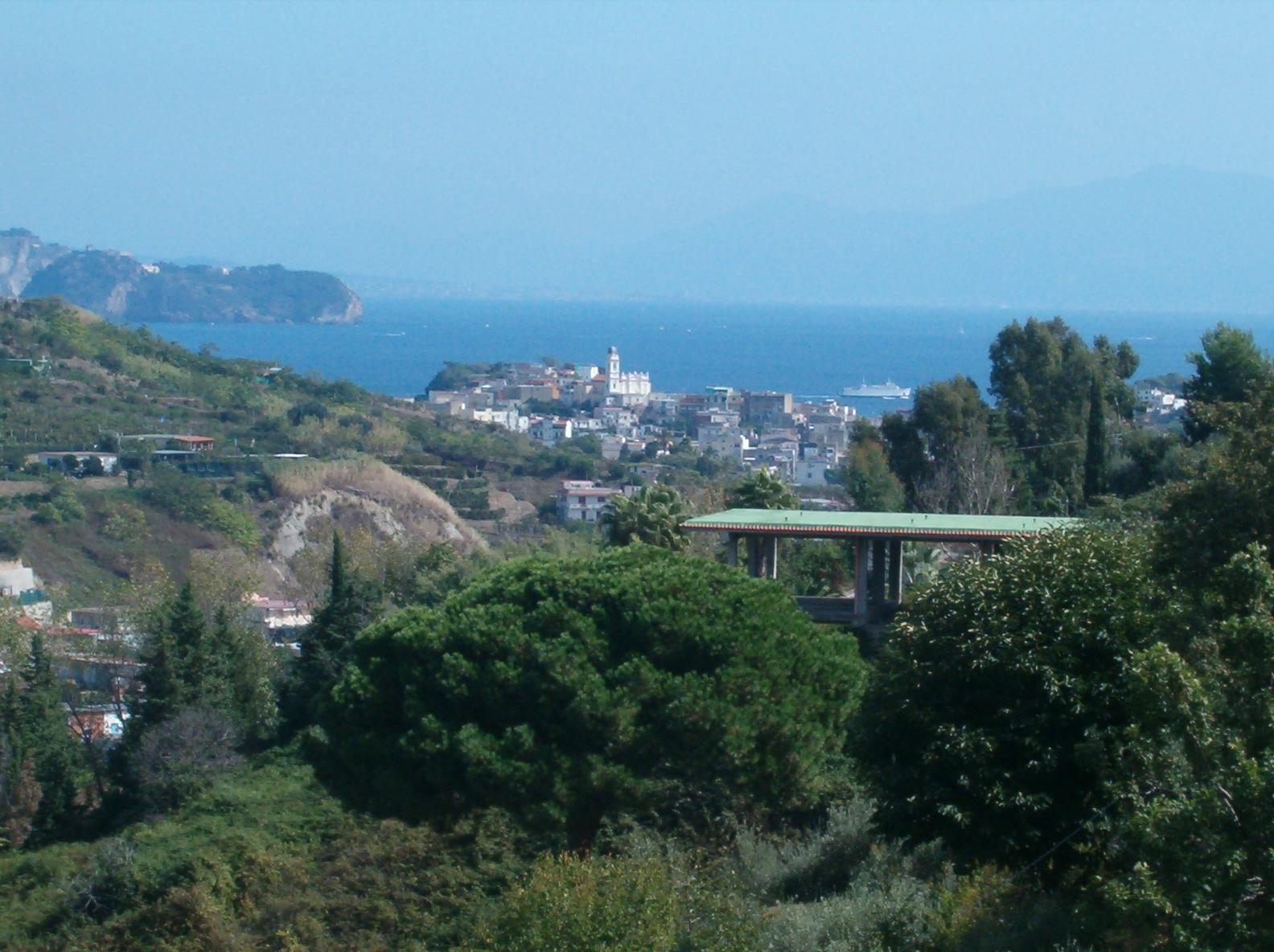
Bacoli vista da Monte di Procida
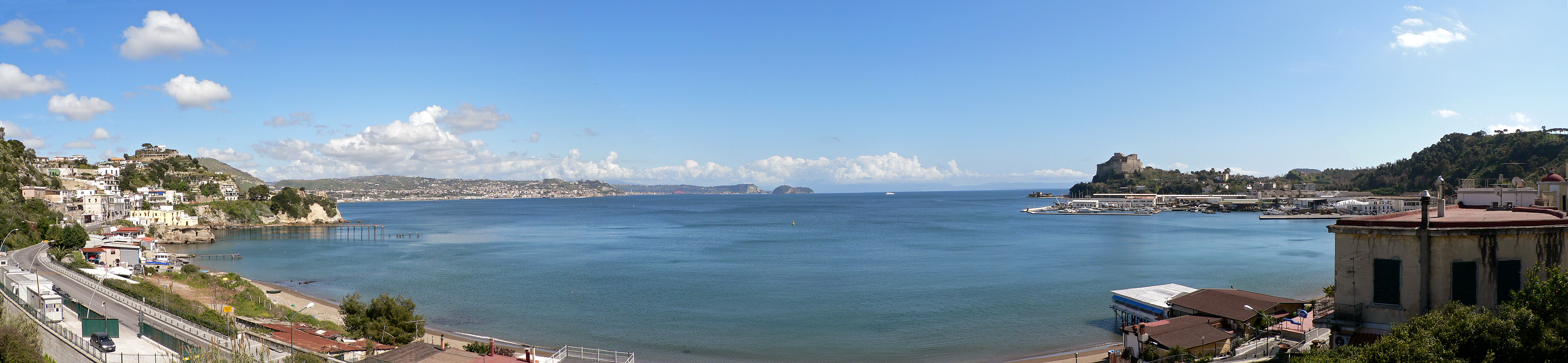
Baia
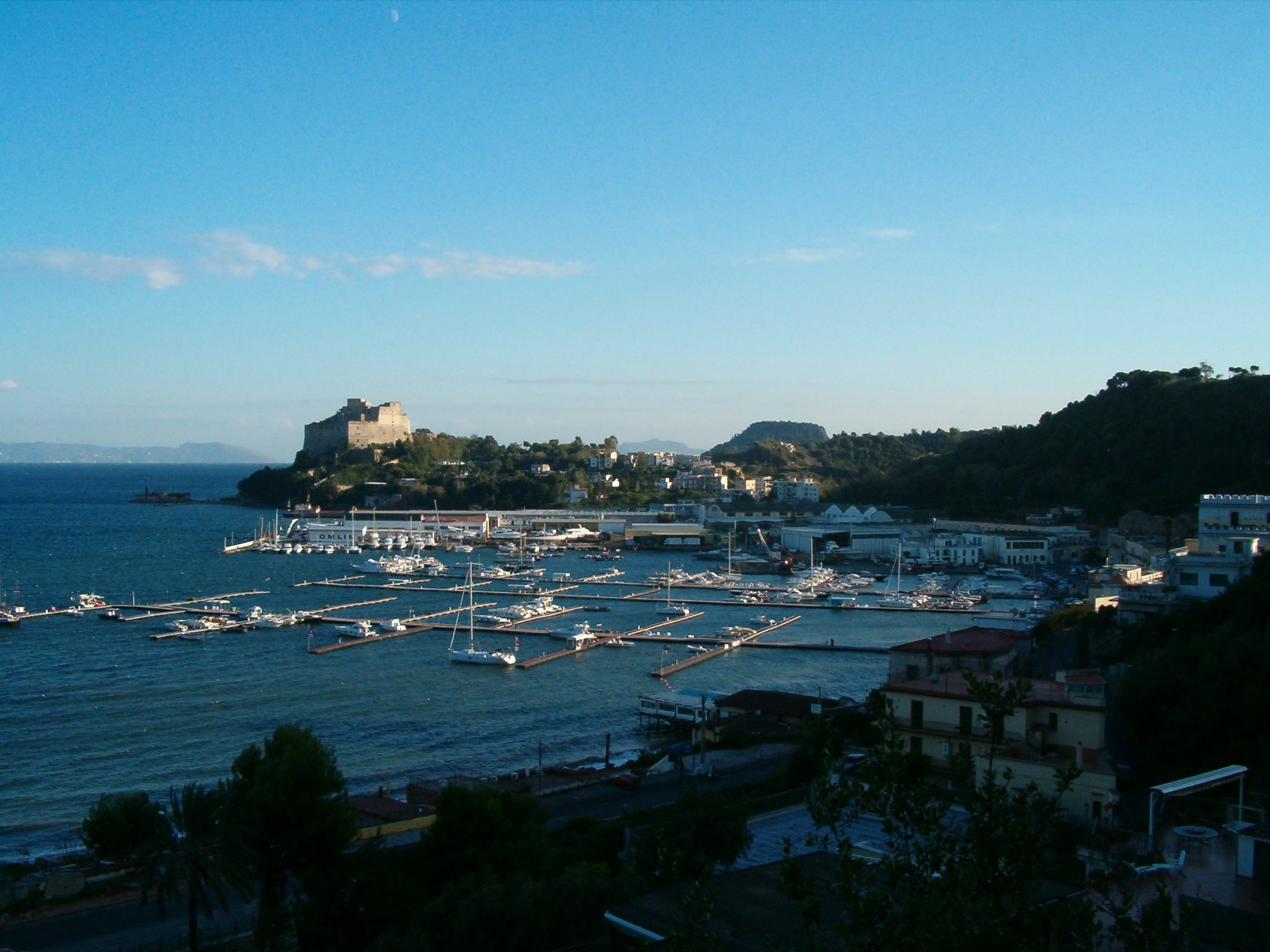
Castello aragonese sul porto di Baia
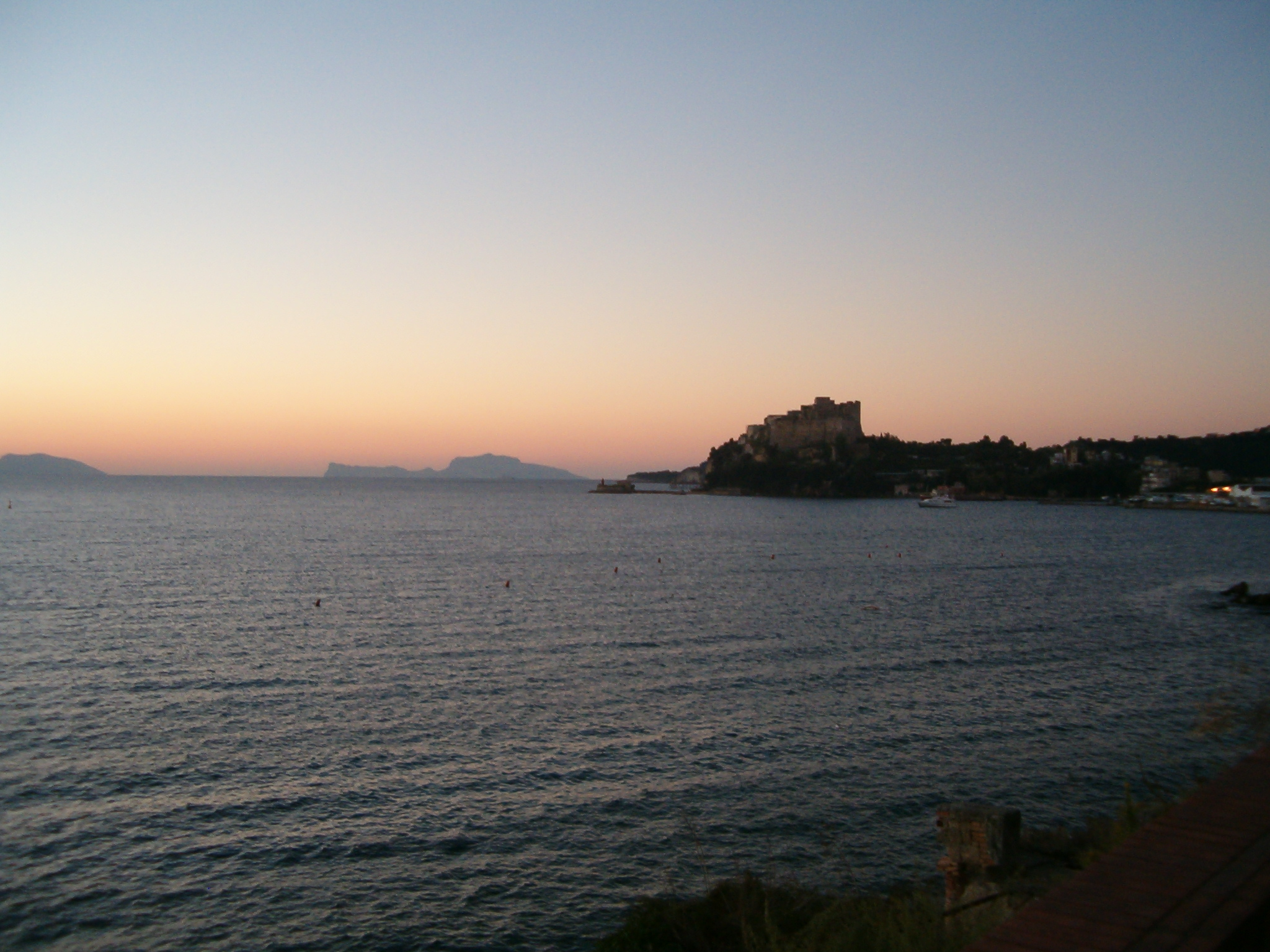
Castello aragonese al tramonto
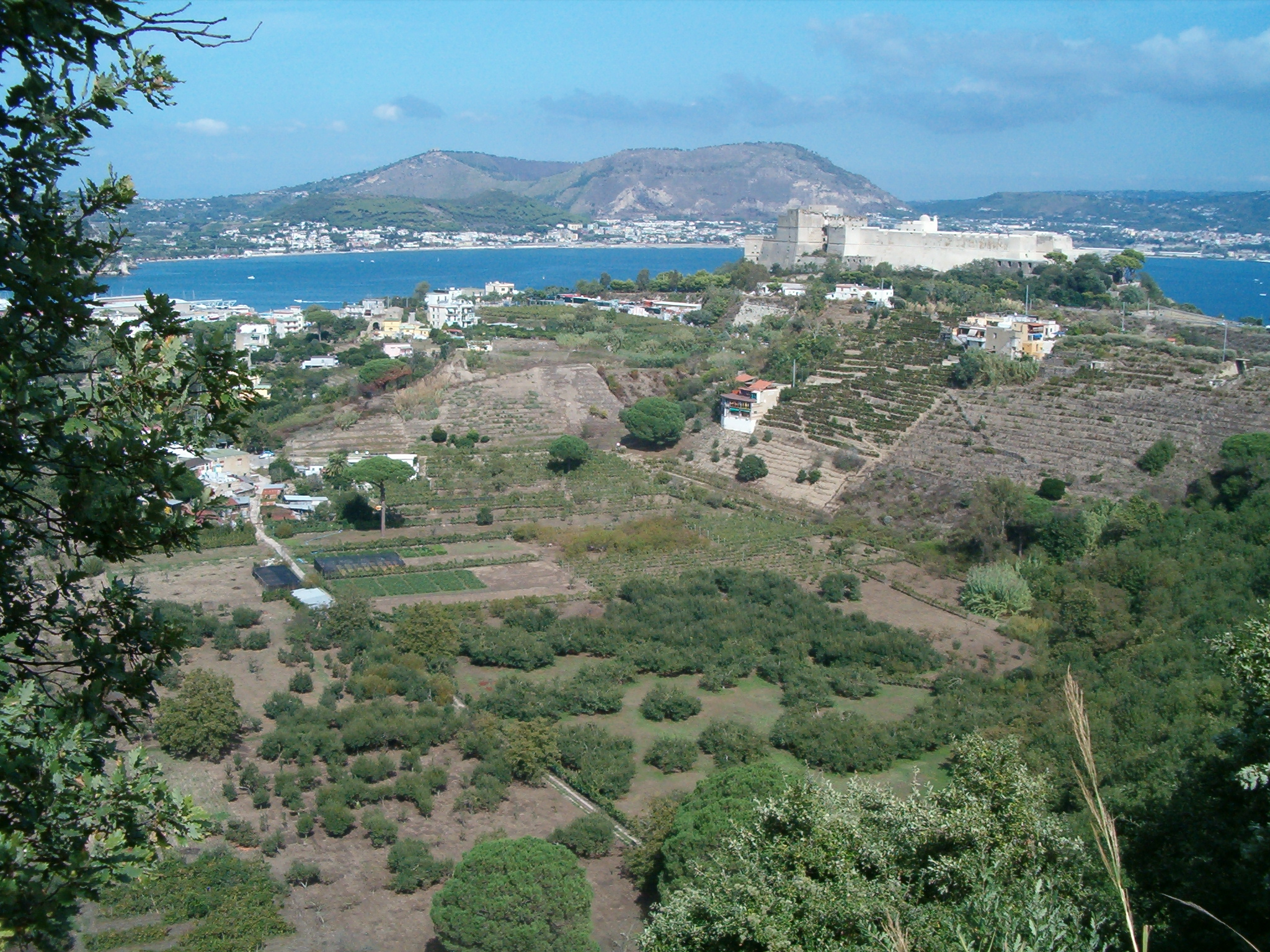
Castello aragonese dai Fondi di Baia
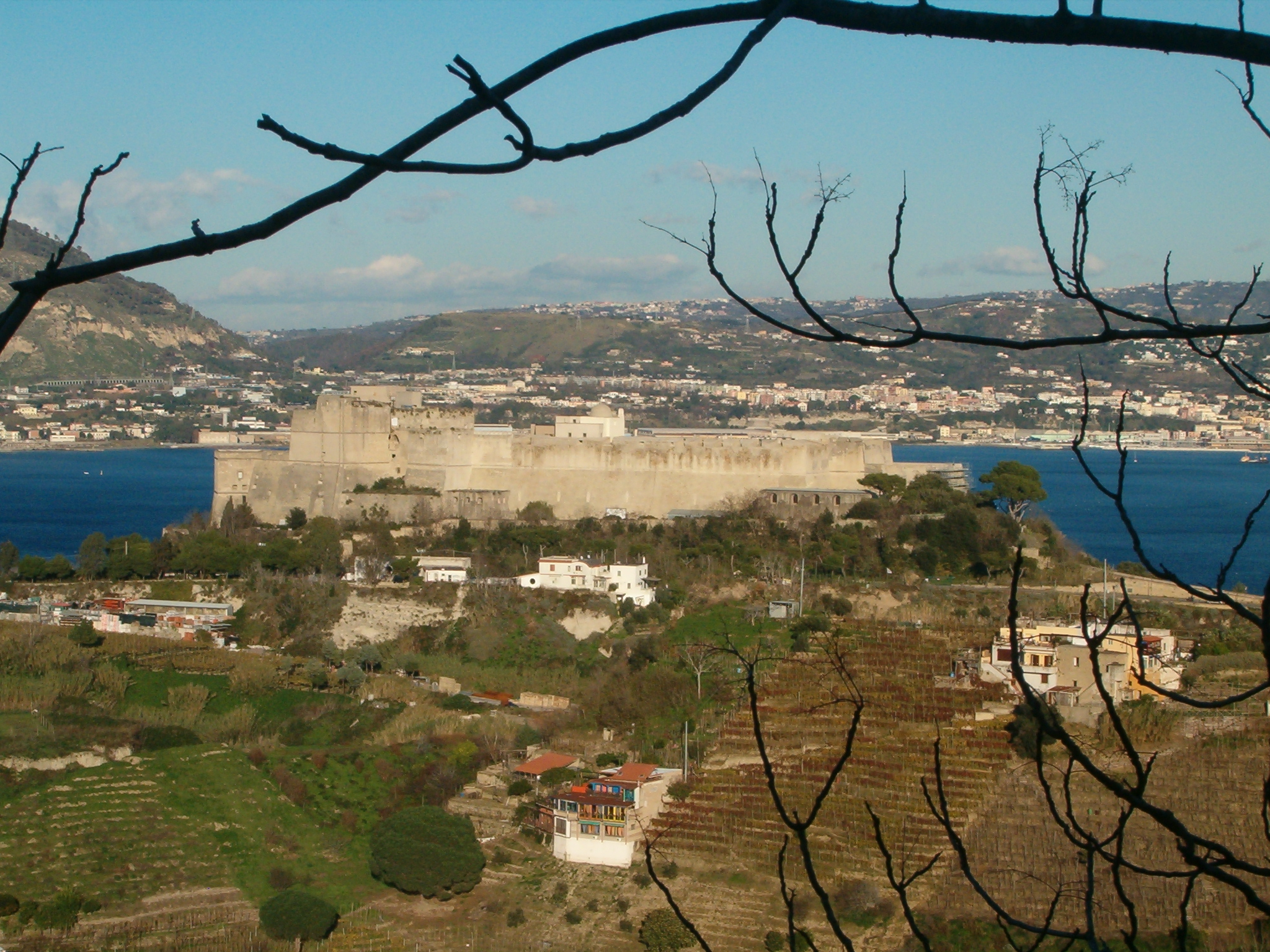
Castello aragonese da via Bellavista
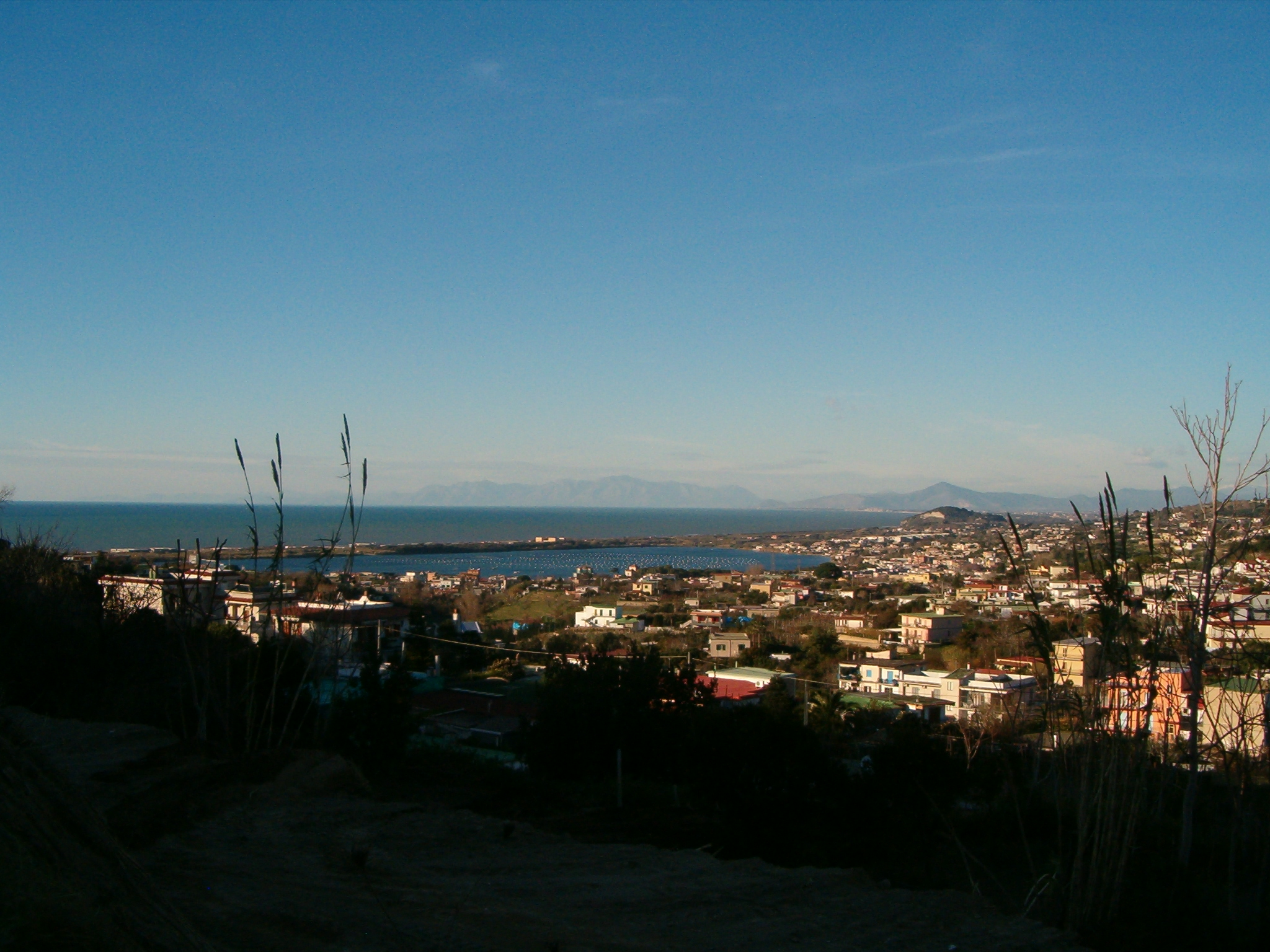
Fusaro
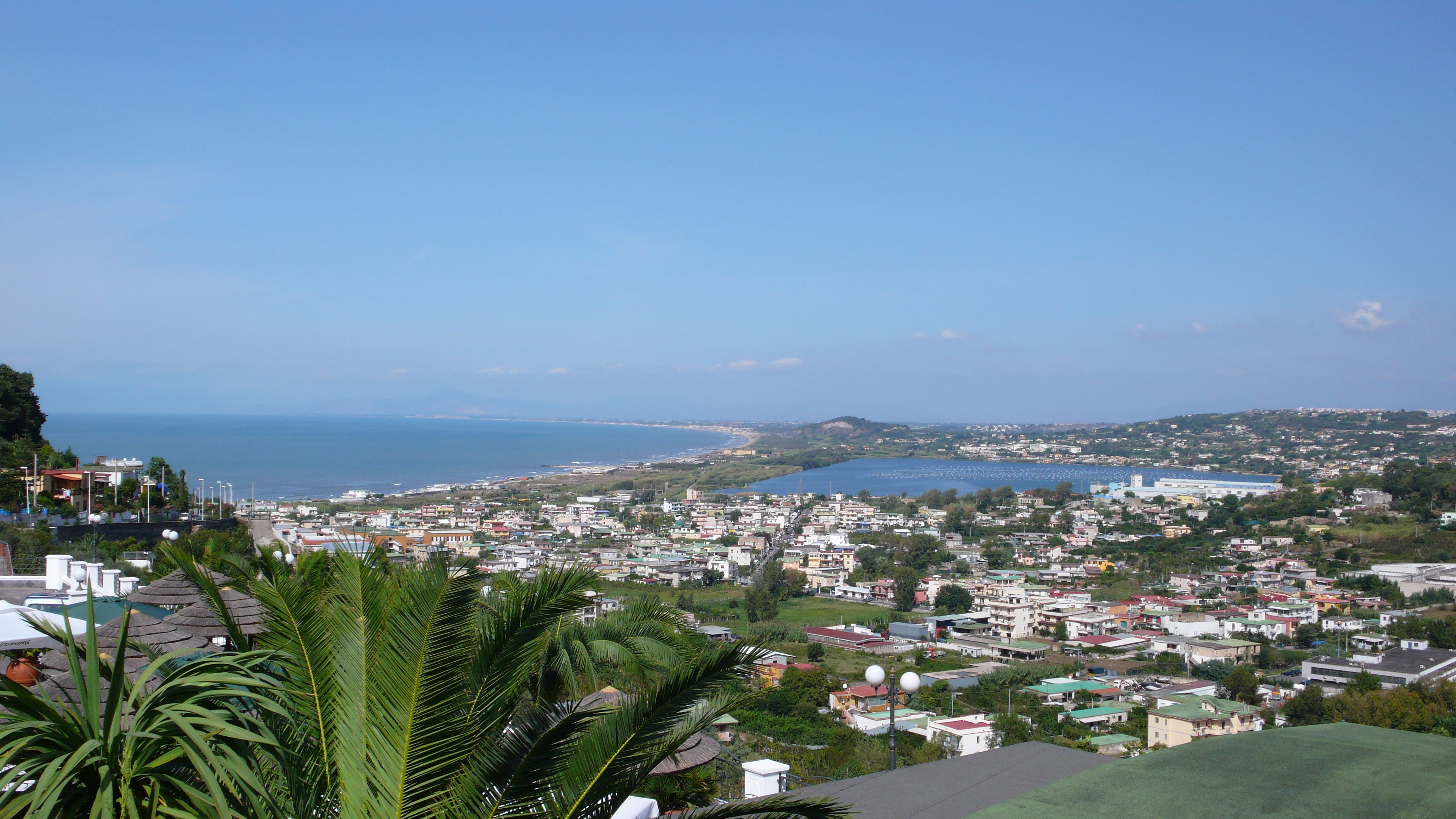
Fusaro veduta da Monte di Procida
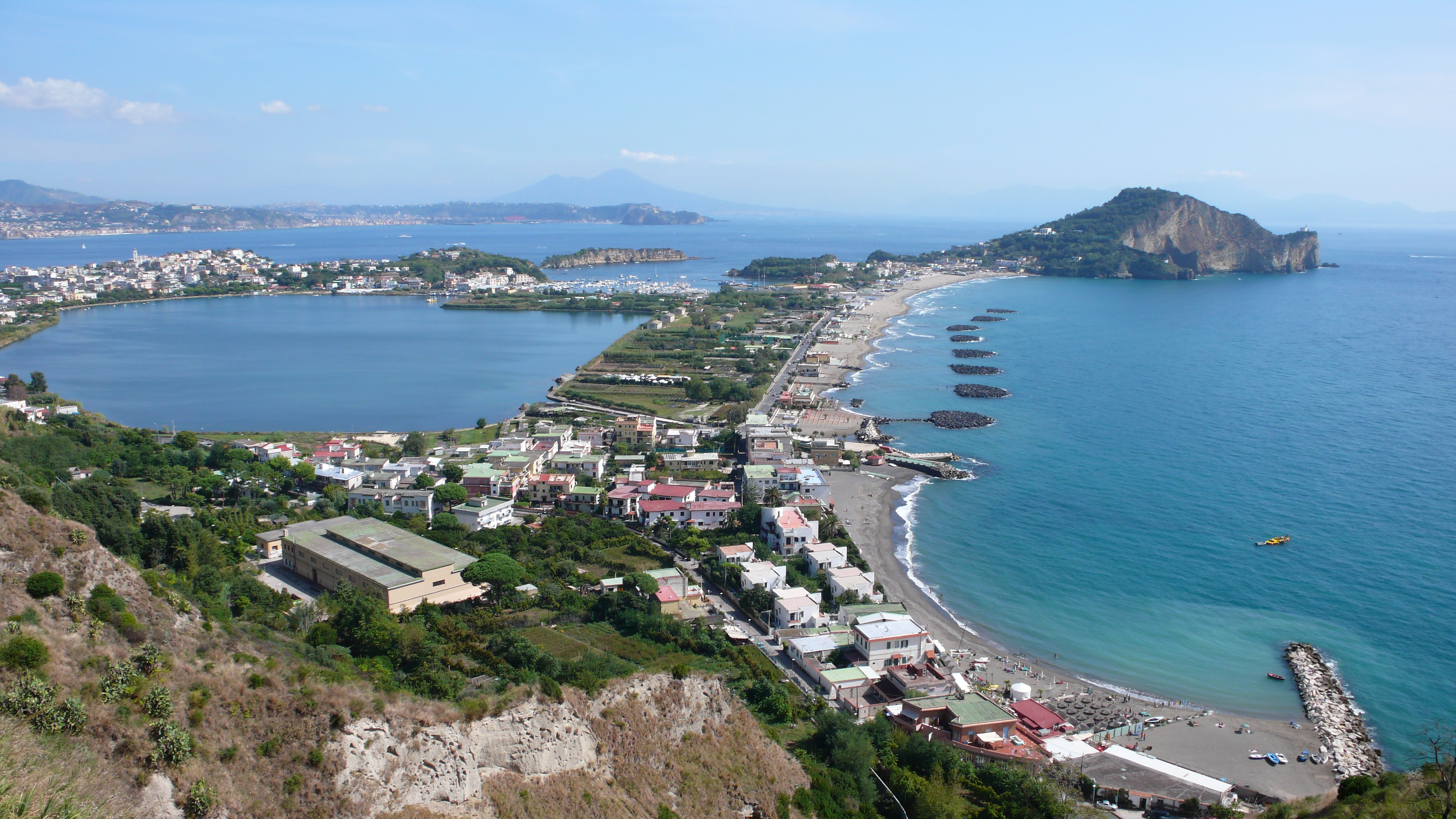
Lago Miseno, Miliscola, Capo Miseno
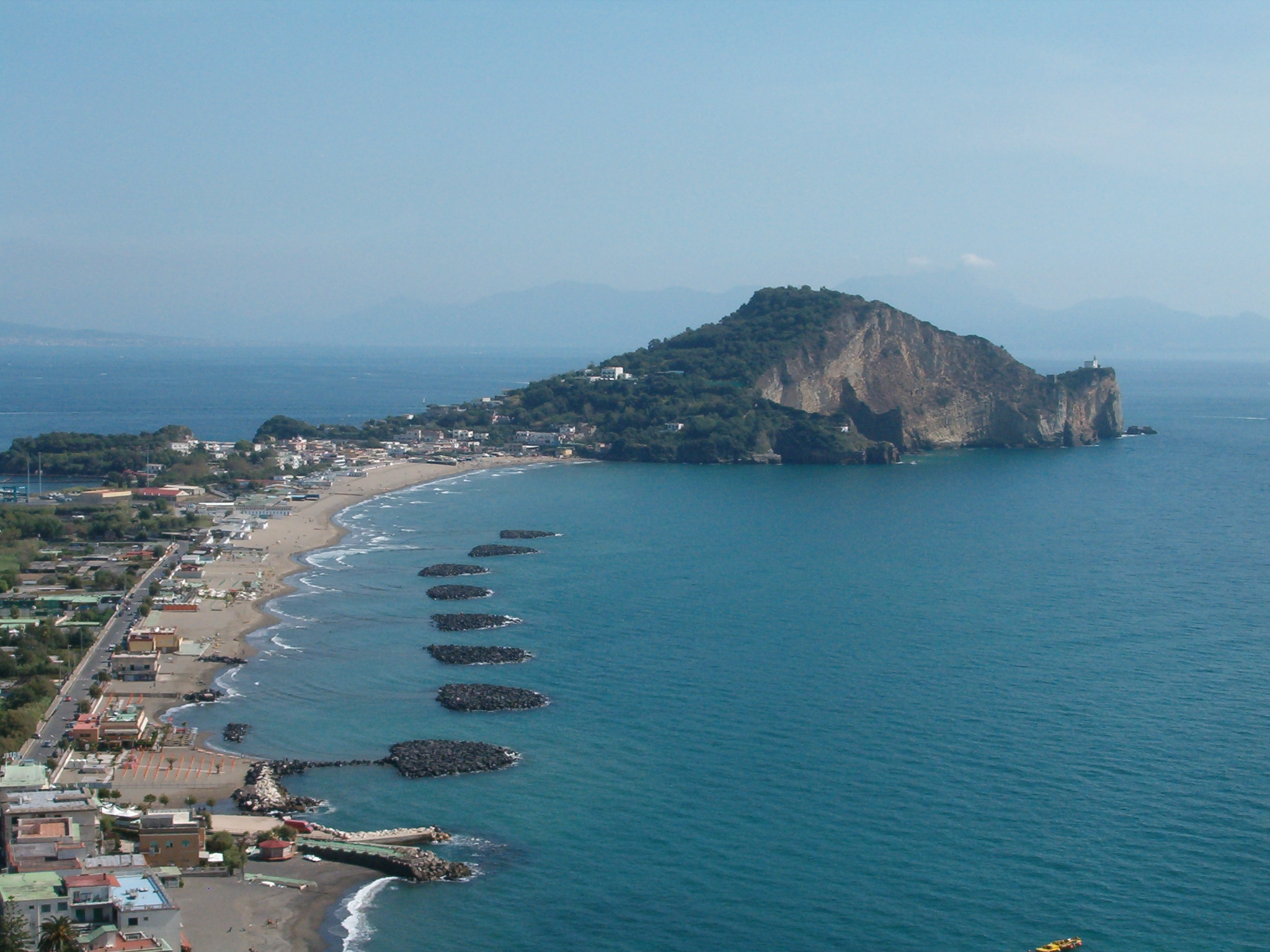
Miliscola, Capo Miseno
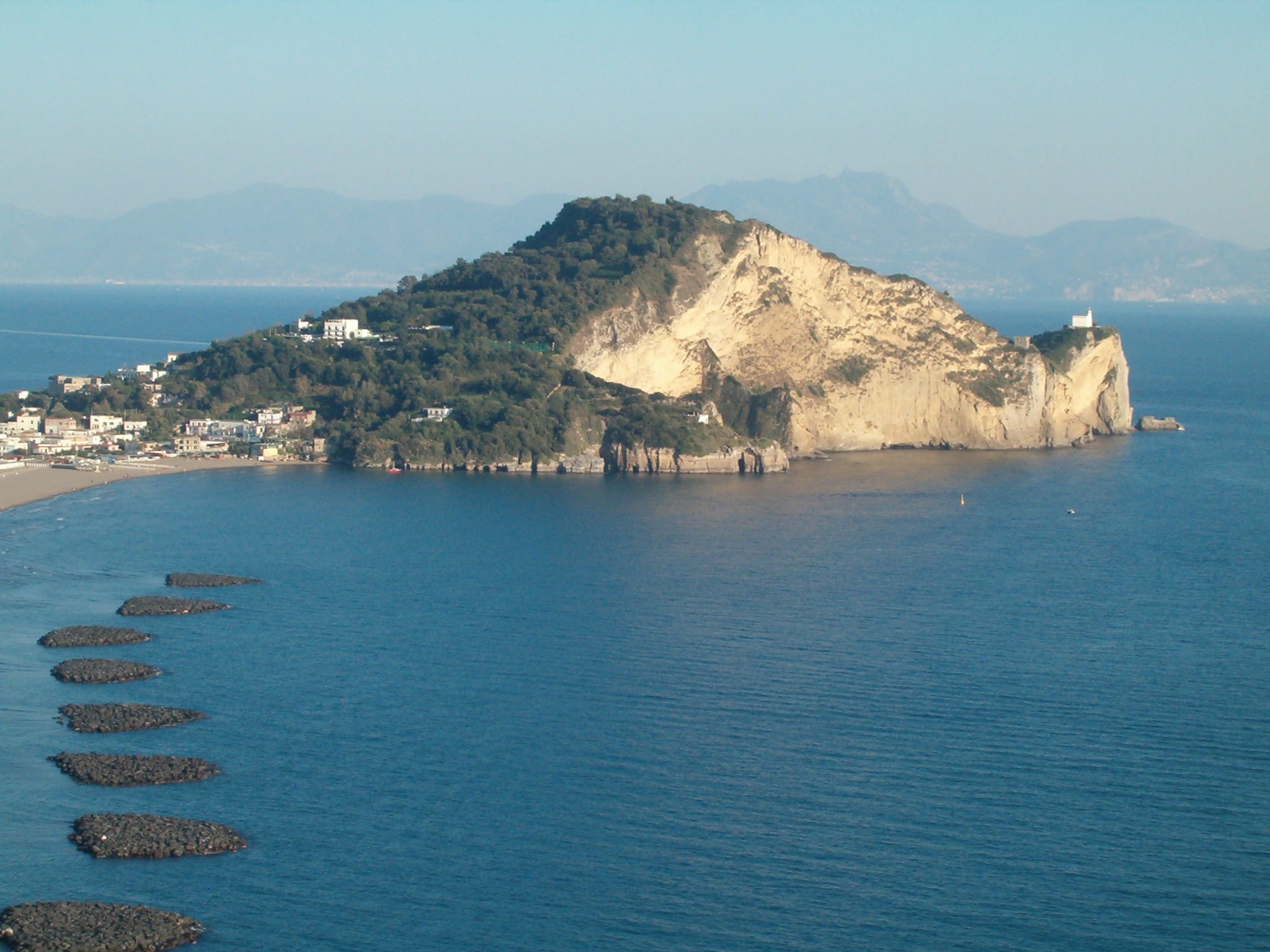
Capo Miseno
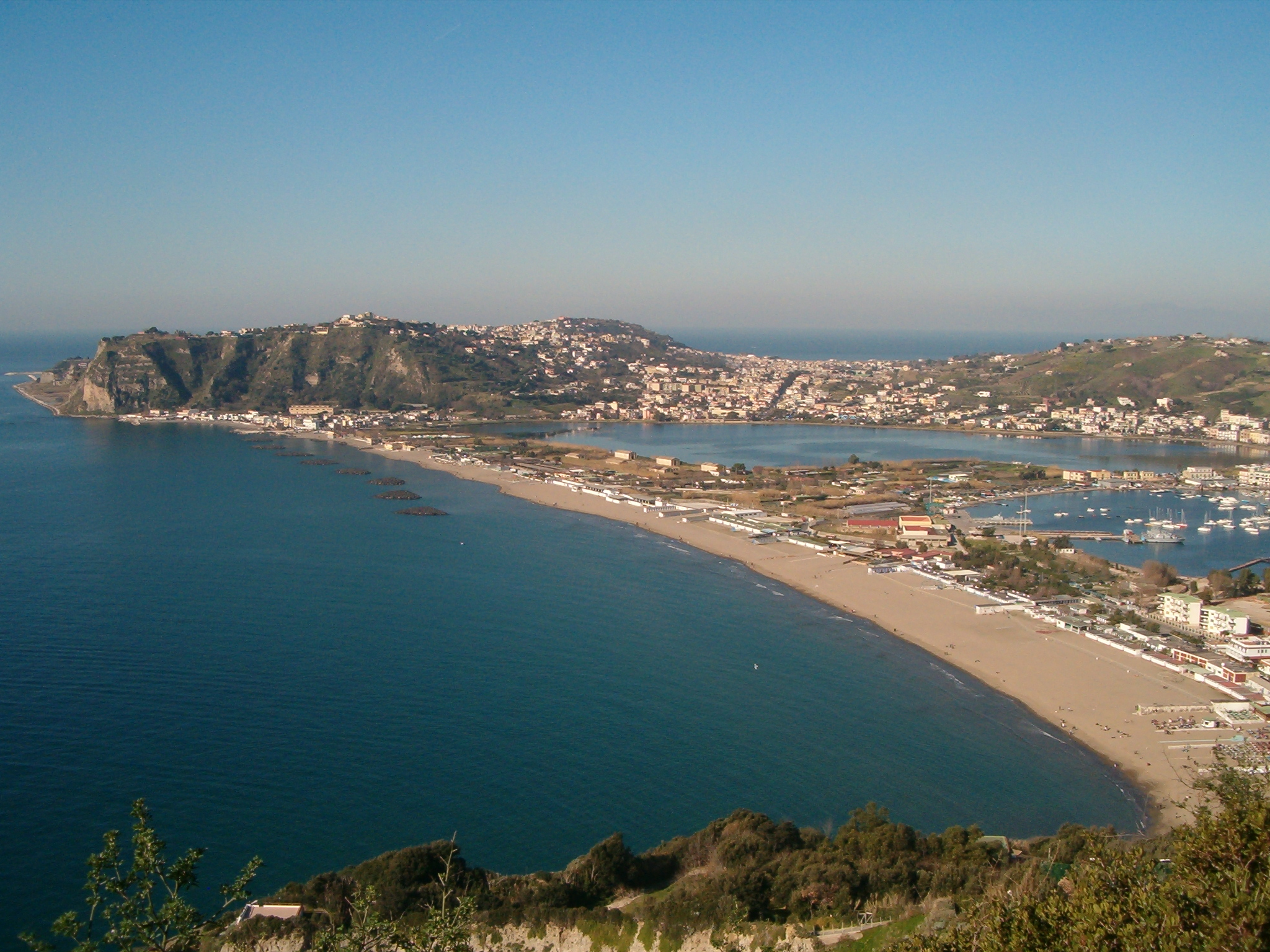
Monte di Procida, Cappella e Lago Miseno visti da Capo Miseno
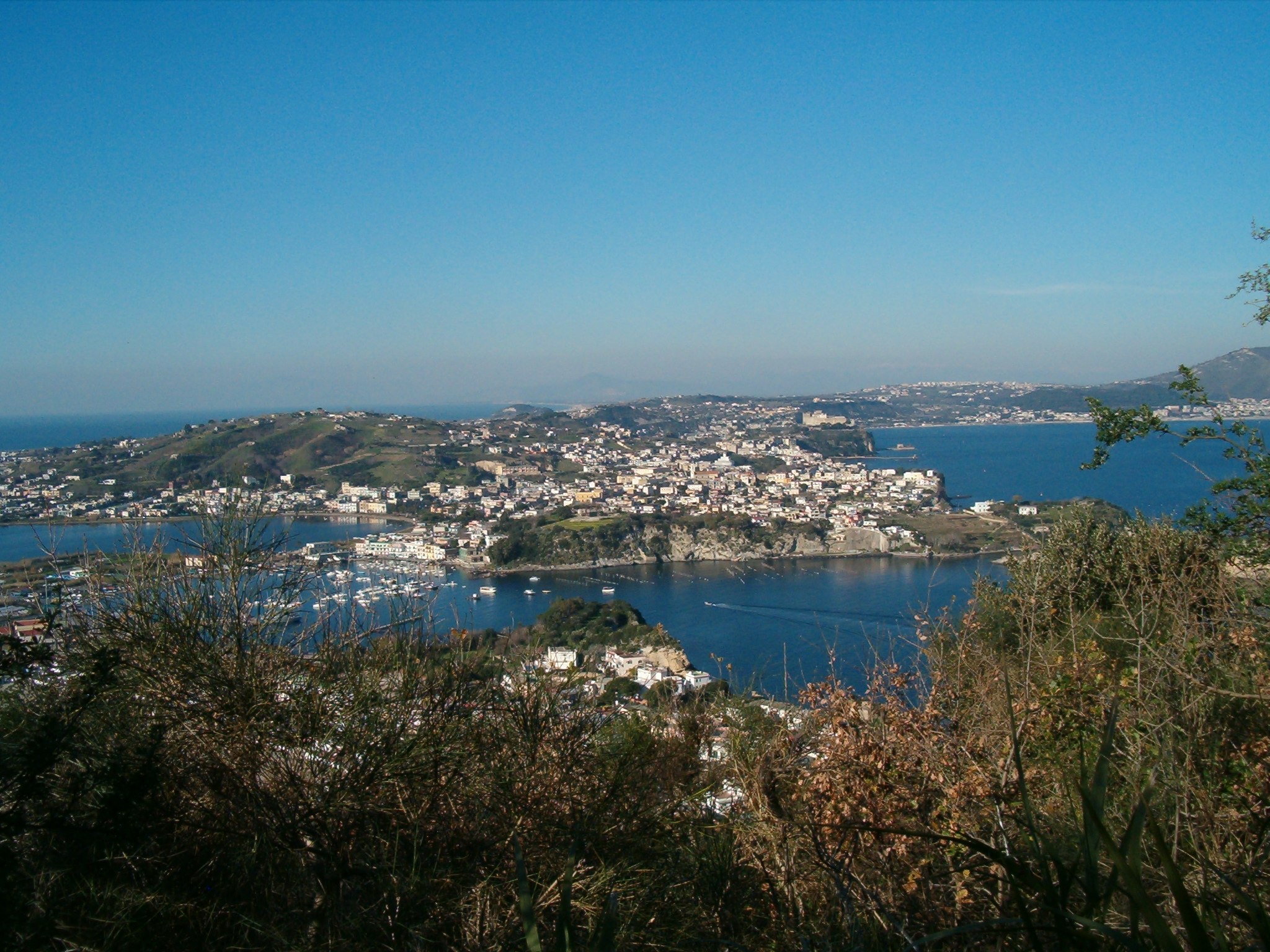
Bacoli vista da Capo Miseno